# Parasarcopodium ceratocaryi
Parasarcopodium ceratocaryi är en svampart som beskrevs av Melnik, S.J. Lee & Crous 2004. Parasarcopodium ceratocaryi ingår i släktet Parasarcopodium, divisionen sporsäcksvampar och riket svampar.   Inga underarter finns listade i Catalogue of Life.